# Giovanni Cazzulani
Giovanni Cazzulani (5 de agosto de 1909 — 22 de outubro de 1983) foi um ciclista italiano que competia em provas ciclismo de estrada.

## Carreira
Competiu na estrada individual nos Jogos Olímpicos de 1932 em Los Angeles, onde terminou na sétima posição. Terminou em terceiro lugar no Giro d'Italia 1934. Tornou-se um ciclista profissional em 1933 e competiu até o ano de 1940.